# Syrbach
Der Syrbach (luxemburgisch Syrbaach) ist ein gut vier Kilometer langer Bach in Belgien und im Großherzogtum Luxemburg. Er ist ein linker und nördlicher Zufluss der Sauer. 

## Geographie

### Verlauf
Der Syrbach entsteht nördlich von Surré auf einer Höhe von etwa 360 m aus dem Zusammenfluss von Harelerbach und Bëtlerbach. 
Der vereinigte Bach fließt zunächst in südlicher Richtung durch Surré, läuft dann durch etwa zweieinhalb Kilometer durch ein enges Tal bis zur Grenze nach Belgien, wo ihm auf seiner rechten Seite der Surbich zufließt. Der Syrbach markiert danach zwischen Boulaide und Tintange auf gut einen Kilometer Länge die Grenze zwischen Luxemburg und Belgien. Etwa 700 m bachabwärts verstärkt ihn auf seiner linken Seite der Haemicht.
Der Syrbach mündet schließlich auf einer Höhe von etwa 333 m von links in die Sauer.

### Zuflüsse
Zuflüsse des Syrbachs vom Zusammenfluss bis zur Mündung
- Bëtlerbach (rechter Quellbach)
- Harelerbach (linker Quellbach)
- Surbich auch Surbach (rechts)
- Haemicht (links), 2,3 km